# Uruguayaans voetbalelftal in 2014
Het Uruguayaans voetbalelftal speelde in totaal dertien interlands in het jaar 2014, waaronder vier wedstrijden bij het WK voetbal 2014 in Brazilië. De selectie stond onder leiding van bondcoach Oscar Tabárez. Op de FIFA-wereldranglijst zakte Uruguay in 2014 van de zesde (januari 2014) naar de tiende plaats (december 2014).

## Balans
| Wedstrijden | Wedstrijden | Wedstrijden | Wedstrijden | Doelpunten | Doelpunten | Doelpunten | Punten |
| Gespeeld    | Winst       | Gelijk      | Verlies     | Voor       | Tegen      | Saldo      | Punten |
| ----------- | ----------- | ----------- | ----------- | ---------- | ---------- | ---------- | ------ |
| 13          | 8           | 3           | 2           | 20         | 12         | +8         | 1.461  |

## Interlands
|                                                              |                |       |                    |                                                                                       |
| 5 maart Vriendschappelijk № 828 «onderlinge duels» 20:00 uur | Oostenrijk     | 1 – 1 | Uruguay            | Hypo Group Arena, Klagenfurt Toeschouwers: 22.000 Scheidsrechter: Deniz Aytekin (GER) |
| 5 maart Vriendschappelijk № 828 «onderlinge duels» 20:00 uur | Marc Janko 14' |       | 66' Álvaro Pereira | Hypo Group Arena, Klagenfurt Toeschouwers: 22.000 Scheidsrechter: Deniz Aytekin (GER) |

|                                                             |                      |       |               |                                                                                          |
| 30 mei Vriendschappelijk № 829 «onderlinge duels» 20:30 uur | Uruguay              | 1 – 0 | Noord-Ierland | Estadio Centenario, Montevideo Toeschouwers: 35.000 Scheidsrechter: Leandro Vuaden (BRA) |
| 30 mei Vriendschappelijk № 829 «onderlinge duels» 20:30 uur | Christian Stuani 61' |       |               | Estadio Centenario, Montevideo Toeschouwers: 35.000 Scheidsrechter: Leandro Vuaden (BRA) |

|                                                             |                                         |       |          |                                                                                               |
| 4 juni Vriendschappelijk № 830 «onderlinge duels» 20:30 uur | Uruguay                                 | 2 – 0 | Slovenië | Estadio Centenario, Montevideo Toeschouwers: 55.000 Scheidsrechter: Juan Carlos Loustau (ARG) |
| 4 juni Vriendschappelijk № 830 «onderlinge duels» 20:30 uur | Edinson Cavani 37' Christian Stuani 76' |       |          | Estadio Centenario, Montevideo Toeschouwers: 55.000 Scheidsrechter: Juan Carlos Loustau (ARG) |

| WK voetbal 2014 |
| --------------- |

|                                                                         |                           |       |                                                    |                                                                            |
| 14 juni WK-eindronde Groep D № 831 «onderlinge duels» 17:00 uur (UTC−3) | Uruguay                   | 1 – 3 | Costa Rica                                         | Castelão, Fortaleza Toeschouwers: 58.679 Scheidsrechter: Felix Brych (GER) |
| 14 juni WK-eindronde Groep D № 831 «onderlinge duels» 17:00 uur (UTC−3) | Edinson Cavani 24' (pen.) |       | 54' Joel Campbell 57' Óscar Duarte 84' Marco Ureña | Castelão, Fortaleza Toeschouwers: 58.679 Scheidsrechter: Felix Brych (GER) |

|                                                                         |                                 |       |                  |                                                                                        |
| 19 juni WK-eindronde Groep D № 832 «onderlinge duels» 17:00 uur (UTC−3) | Uruguay                         | 2 – 1 | Engeland         | Arena Corinthians, São Paulo Toeschouwers: 62.575 Scheidsrechter: Carlos Velasco (ESP) |
| 19 juni WK-eindronde Groep D № 832 «onderlinge duels» 17:00 uur (UTC−3) | Luis Suárez 39' Luis Suárez 85' |       | 75' Wayne Rooney | Arena Corinthians, São Paulo Toeschouwers: 62.575 Scheidsrechter: Carlos Velasco (ESP) |

|                                                                         |        |                 |         |                                                                                   |
| 24 juni WK-eindronde Groep D № 833 «onderlinge duels» 13:00 uur (UTC−3) | Italië | 0 – 1           | Uruguay | Arena das Dunas, Natal Toeschouwers: 39.706 Scheidsrechter: Marco Rodríguez (MEX) |
| 24 juni WK-eindronde Groep D № 833 «onderlinge duels» 13:00 uur (UTC−3) |        | 81' Diego Godín |         | Arena das Dunas, Natal Toeschouwers: 39.706 Scheidsrechter: Marco Rodríguez (MEX) |

|                                                                                |                                         |       |         |                                                                                   |
| 28 juni WK-eindronde Achtste finale № 834 «onderlinge duels» 17:00 uur (UTC−3) | Colombia                                | 2 – 0 | Uruguay | Maracanã, Rio de Janeiro Toeschouwers: 73.804 Scheidsrechter: Björn Kuipers (NED) |
| 28 juni WK-eindronde Achtste finale № 834 «onderlinge duels» 17:00 uur (UTC−3) | James Rodríguez 28' James Rodríguez 50' |       |         | Maracanã, Rio de Janeiro Toeschouwers: 73.804 Scheidsrechter: Björn Kuipers (NED) |

|  |  |  |  |  |  |  |  |  |

|                                                                  |       |                                       |         |                                                                               |
| 5 september Vriendschappelijk № 835 «onderlinge duels» 20:00 uur | Japan | 0 – 2                                 | Uruguay | Sapporo Dome, Sapporo Toeschouwers: 39.294 Scheidsrechter: Kim Sang-Woo (KOR) |
| 5 september Vriendschappelijk № 835 «onderlinge duels» 20:00 uur |       | 34' Edinson Cavani 70' Abel Hernández |         | Sapporo Dome, Sapporo Toeschouwers: 39.294 Scheidsrechter: Kim Sang-Woo (KOR) |

|                                                                  |            |                        |         |                                                                          |
| 8 september Vriendschappelijk № 836 «onderlinge duels» 20:00 uur | Zuid-Korea | 0 – 1                  | Uruguay | Goyang Stadion, Goyang Toeschouwers: ?? Scheidsrechter: Ryuji Sato (JPN) |
| 8 september Vriendschappelijk № 836 «onderlinge duels» 20:00 uur |            | 67' José María Giménez |         | Goyang Stadion, Goyang Toeschouwers: ?? Scheidsrechter: Ryuji Sato (JPN) |

|                                                                 |                 |       |                          |                                                                                          |
| 10 oktober Vriendschappelijk № 837 «onderlinge duels» 20:00 uur | Saoedi-Arabië   | 1 – 1 | Uruguay                  | Abdullah al-Faisal Stadion, Jeddah Toeschouwers: ?? Scheidsrechter: Jameel Mohamed (BHR) |
| 10 oktober Vriendschappelijk № 837 «onderlinge duels» 20:00 uur | Naif Hazazi 90' |       | 47' (e.d.) Hassan Mouath | Abdullah al-Faisal Stadion, Jeddah Toeschouwers: ?? Scheidsrechter: Jameel Mohamed (BHR) |

|                                                                 |      |                                                        |         |                                                                                     |
| 13 oktober Vriendschappelijk № 838 «onderlinge duels» 20:00 uur | Oman | 0 – 3                                                  | Uruguay | Sultan Qaboos Complex, Masqat Toeschouwers: ?? Scheidsrechter: Maraj Al-Awaji (KSA) |
| 13 oktober Vriendschappelijk № 838 «onderlinge duels» 20:00 uur |      | 57' Luis Suárez 67' Luis Suárez 87' Jonathan Rodríguez |         | Sultan Qaboos Complex, Masqat Toeschouwers: ?? Scheidsrechter: Maraj Al-Awaji (KSA) |

|                                                                  |                                                     |       |                                                     |                                                                                          |
| 13 november Vriendschappelijk № 839 «onderlinge duels» 20:00 uur | Uruguay                                             | 3 – 3 | Costa Rica                                          | Estadio Centenario, Montevideo Toeschouwers: 35.000 Scheidsrechter: Germán Delfino (ARG) |
| 13 november Vriendschappelijk № 839 «onderlinge duels» 20:00 uur | Luis Suárez 50' José Giménez 64' Edinson Cavani 67' |       | 42' Álvaro Saborio 51' Bryan Ruiz 90' Johan Venegas | Estadio Centenario, Montevideo Toeschouwers: 35.000 Scheidsrechter: Germán Delfino (ARG) |

|                                                                  |                    |       |                                     |                                                                                            |
| 18 november Vriendschappelijk № 840 «onderlinge duels» 20:00 uur | Chili              | 1 – 2 | Uruguay                             | Monumental David Arellano, Santiago Toeschouwers: 39.812 Scheidsrechter: Carlos Vera (ECU) |
| 18 november Vriendschappelijk № 840 «onderlinge duels» 20:00 uur | Alexis Sánchez 27' |       | 45' Diego Rolán 81' Álvaro González | Monumental David Arellano, Santiago Toeschouwers: 39.812 Scheidsrechter: Carlos Vera (ECU) |

## FIFA-wereldranglijst
| JAN | FEB | MAR | APR | MEI | JUN | JUL | AUG | SEP | OKT | NOV | DEC |
| --- | --- | --- | --- | --- | --- | --- | --- | --- | --- | --- | --- |
| 6   | 7   | 6   | 5   | 6   | 7   | 6   | 6   | 7   | 8   | 10  | 10  |

## Statistieken
| Fernando Muslera       | 1986-06-16 | Galatasaray SK          | 11 | 0 | 0 | 66  | 0  |
| Martín Silva           | 1983-03-25 | CR Vasco da Gama        | 2  | 0 | 0 | 6   | 0  |
| Verdediging            |            |                         |    |   |   |     |    |
| Maximiliano Pereira    | 1984-06-08 | Benfica                 | 11 | 1 | 0 | 99  | 3  |
| Diego Godín            | 1986-02-16 | Atlético Madrid         | 11 | 0 | 1 | 86  | 4  |
| José María Giménez     | 1995-01-20 | Atlético Madrid         | 9  | 3 | 2 | 15  | 2  |
| Martín Cáceres         | 1987-04-07 | Juventus                | 8  | 0 | 0 | 63  | 1  |
| Álvaro Pereira         | 1985-11-28 | São Paulo FC            | 6  | 5 | 1 | 65  | 6  |
| Diego Lugano           | 1980-11-02 | West Bromwich Albion    | 4  | 0 | 0 | 95  | 9  |
| Sebastián Coates       | 1990-10-07 | Sunderland              | 1  | 2 | 0 | 16  | 1  |
| Jorge Fucile           | 1984-11-19 | Club Nacional           | 1  | 2 | 0 | 43  | 0  |
| Gastón Silva           | 1994-03-05 | Torino FC               | 1  | 0 | 0 | 1   | 0  |
| Emiliano Velázquez     | 1994-04-30 | Getafe CF               | 1  | 0 | 0 | 1   | 0  |
| Middenveld             |            |                         |    |   |   |     |    |
| Egidio Arévalo         | 1982-01-01 | Club Tigres             | 13 | 0 | 0 | 65  | 0  |
| Nicolás Lodeiro        | 1989-03-21 | SC Corinthians          | 8  | 3 | 0 | 35  | 3  |
| Álvaro González        | 1984-10-29 | Torino FC               | 3  | 5 | 1 | 48  | 3  |
| Walter Gargano         | 1984-07-27 | SSC Napoli              | 3  | 1 | 0 | 63  | 1  |
| Gastón Ramírez         | 1990-12-02 | Hull City               | 2  | 6 | 0 | 34  | 0  |
| Mathías Corujo         | 1986-05-08 | Club Universidad        | 2  | 4 | 0 | 6   | 0  |
| Carlos Sánchez         | 1984-12-02 | River Plate             | 2  | 0 | 0 | 2   | 0  |
| Camilo Mayada          | 1991-01-08 | Danubio                 | 1  | 3 | 0 | 4   | 0  |
| Giorgian De Arrascaeta | 1994-06-01 | Defensor Sporting       | 1  | 2 | 0 | 3   | 0  |
| Diego Pérez            | 1980-05-18 | Bologna FC              | 1  | 1 | 0 | 89  | 2  |
| Matías Aguirregaray    | 1989-04-01 | Estudiantes de La Plata | 0  | 2 | 0 | 6   | 0  |
| Diego Arismendi        | 1988-01-25 | Club Nacional           | 0  | 2 | 0 | 4   | 0  |
| Guzmán Pereira         | 1991-05-16 | Club Universidad        | 0  | 2 | 0 | 2   | 0  |
| Aanval                 |            |                         |    |   |   |     |    |
| Cristian Rodríguez     | 1985-09-30 | Parma FC                | 13 | 0 | 0 | 83  | 8  |
| Edinson Cavani         | 1987-02-14 | Paris Saint-Germain     | 10 | 0 | 4 | 70  | 24 |
| Luis Suárez            | 1987-01-24 | FC Barcelona            | 6  | 0 | 5 | 82  | 43 |
| Diego Forlán           | 1979-05-19 | Cerezo Osaka            | 5  | 0 | 0 | 112 | 34 |
| Diego Rolán            | 1993-03-24 | Girondins Bordeaux      | 3  | 2 | 1 | 5   | 1  |
| Christian Stuani       | 1986-10-12 | RCD Espanyol            | 2  | 9 | 2 | 18  | 4  |
| Abel Hernández         | 1990-08-08 | Hull City               | 1  | 6 | 1 | 18  | 8  |
| Jonathan Rodríguez     | 1993-07-06 | Peñarol                 | 1  | 3 | 1 | 4   | 1  |